# Convento de São José (Lagoa)
O Convento de São José é um antigo convento de clausura localizado na cidade e município de Lagoa, no distrito de Faro, em Portugal, funcionando atualmente como Centro Cultural Convento de São José.

## História
Fundado entre 1710 e 1713, o Convento de São José fica situado no interior da cidade de Lagoa. Foi, durante muitos anos, um espaço orientado por uma ordem religiosa de freiras mendicantes, as Irmãs Carmelitas, que se dedicavam à oração na vida contemplativa e à recolha de crianças abandonadas do sexo feminino, cuja educação passavam, desde logo, a fomentar.

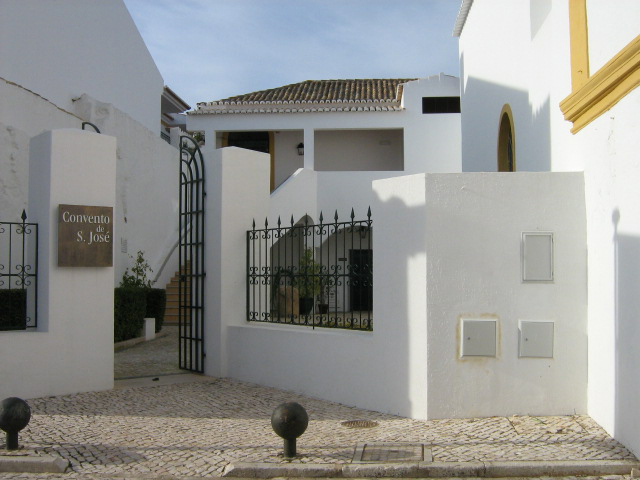
Entrada do Convento de São José, em Lagoa.

Em 1834, o Governo advindo do Liberalismo, de espírito jacobino importado de França, decretou a extinção das ordens religiosas e de todos os conventos e mosteiros de Portugal. Apesar disso, o Convento de São José continuou a funcionar como espaço de recolhimento para crianças, mas certamente sob o enquadramento institucional da Associação Protectora das Meninas Pobres.

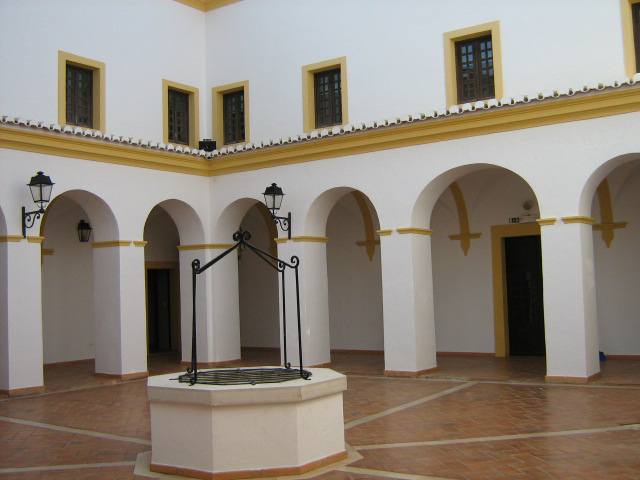
O claustro do Convento de São José.

Mais tarde, por intermédio de D. Teresa de Saldanha, a Madre Geral da Congregação das Irmãs Dominicanas de Santa Catarina de Sena e fundadora da Associação Protectora das Meninas Pobres, e, ainda, a pedido do Bispo do Algarve, foi-lhe realizado um restauro conveniente e, com a normalização das relações entre a Igreja Católica e o Estado, o Convento de São José manteve-se em funcionamento, mas desta vez como um colégio orientado pelas monjas Dominicanas. Em 1876, as monjas Dominicanas tomaram, então, a posse do edifício e dedicaram-se aos trabalhos de catequese, enfermagem, educação e ensino.
A presença da Ordem do Carmo manteve-se no concelho de Lagoa, mas cingindo-se, desde então, apenas ao Convento de Nossa Senhora do Carmo situado nos arredores da localidade.

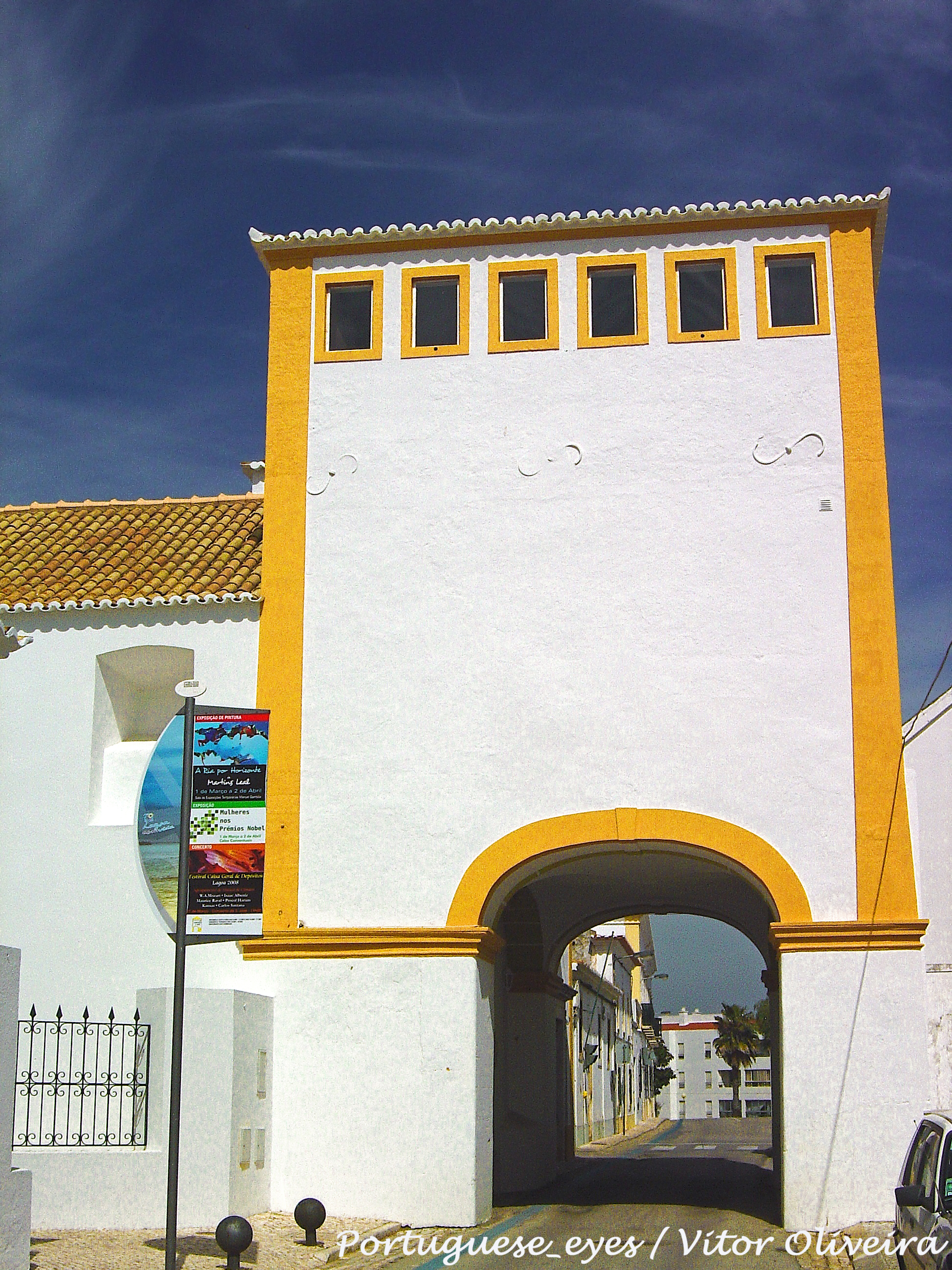
A torre-miradouro do convento.

Na actualidade, o Convento de São José trata-se de um monumento utilizado como sala-museu e auditório multiusos. Apesar de construído no século XVIII, no seu jardim ergue-se, também nos dias de hoje, um menir proveniente da região de Porches, com origem algures entre 5000 a 4000 a.C.
O Convento sofreu alterações posteriores à sua construção inicial e possui, hoje, uma bonita capela com altares em talha, uma imagem de São José com o Menino Jesus (do século XVIII) e uma torre-miradouro com um arco sobre a rua. À entrada do Convento de São José destaca-se a interessante "roda dos expostos", local outrora destinado a receber as crianças abandonadas.